# Federico Villagra

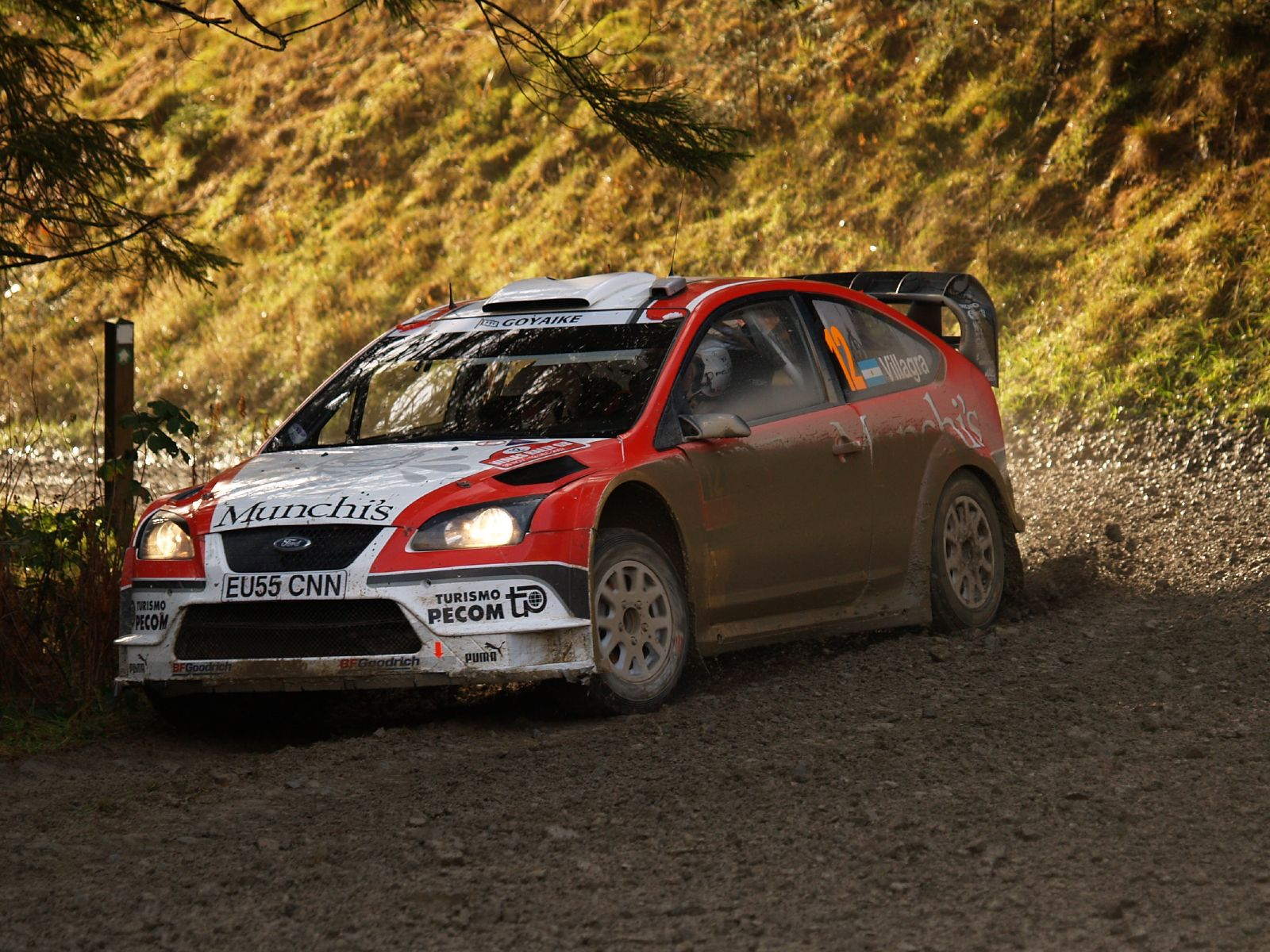
A Munchi's Ford csapatában

Federico Villagra (1969. május 21. –) argentin autóversenyző. Jelenleg a Munchi's Ford World Rally Team pilótája a rali-világbajnokságon.

## Pályafutása
2006 és 2007-ben megnyerte az Argentin Rali N csoportos értékelését. 2007-től vesz rész WRC-vel is a világbajnokságon. 2008-ban ötből három futamon pontszerző, és ezzel jelenleg kilencedik a bajnoki tabellán.

## Külső hivatkozások
- Profilja az ewrc.cz honlapon